# Carcelia laetifica
Carcelia laetifica là một loài ruồi trong họ Tachinidae.